# Беков, Хамзат Идрисович
Хамзат Идрисович Беков (8 февраля 1955, Каракайский с/с., Ильчевский район, Чимкентская область, Казахская ССР — 2 ноября 2019, Москва) — российский государственный деятель, действительный государственный советник Российской Федерации 3-го класса.

## Биография
В 1944 году родители Хамзата Идрисовича Бекова были депортированы в Казахстан, где он родился в 1955 году. Семья вернулась в родовое село Галашки Сунженского района Республики Ингушетия в 1957 году.
Высшее образование получил в КБГСХА, после проходил обучение в Академии гражданской защиты МЧС России, также изучал правовые основы рыночной экономики в Институте повышения квалификации государственных служащих.
Ученая степень — Кандидат экономических наук.
С 1994 года возглавлял Министерство по делам ГОЧС ЛПСБ Республики Ингушетия, впоследствии был переведен в центральный аппарат МЧС России (г. Москва), где работал на должностях советника Министра МЧС России, заместителя начальника Департамента предупреждения и ликвидации ЧС МЧС России, директора Департамента федеральной поддержки территорий МЧС России.
За время работы в МЧС России участвовал в предупреждении, локализации и ликвидации множества природных и техногенных чрезвычайных ситуаций, происходивших в нашей стране и за рубежом.
Наиболее значимыми реализованными проектами в системе МЧС стали: разработка систем для оперативного контроля состояния подводных потенциально опасных объектов и организация работ по поиску и обследованию таких объектов.
Внес огромный вклад в совершенствование системы предупреждения и ликвидации аварийных разливов нефти и нефтепродуктов:
- разработал «Правила разработки и согласования планов по предупреждению и ликвидации разливов нефти и нефтепродуктов на территории Российской Федерации»[2].
- участвовал в создании Государственной экспертизы проектов МЧС России[3].
- был инициатором основания на базе РГУ нефти и газа им. И. М. Губкина Всероссийского учебно-научного центра повышения квалификации и переподготовки руководителей и специалистов по проблемам предупреждения и ликвидации чрезвычайных ситуаций, обусловленных разливами нефти и нефтепродуктов.

С 2014 года при Министерстве обороны Российской Федерации участвовал в работах по обеспечению экологической безопасности Вооружённых сил Российской Федерации.
В 2016 году был назначен руководителем ФГУП «Оборонпромэкология» Минобороны России, который возглавлял до последних дней жизни.

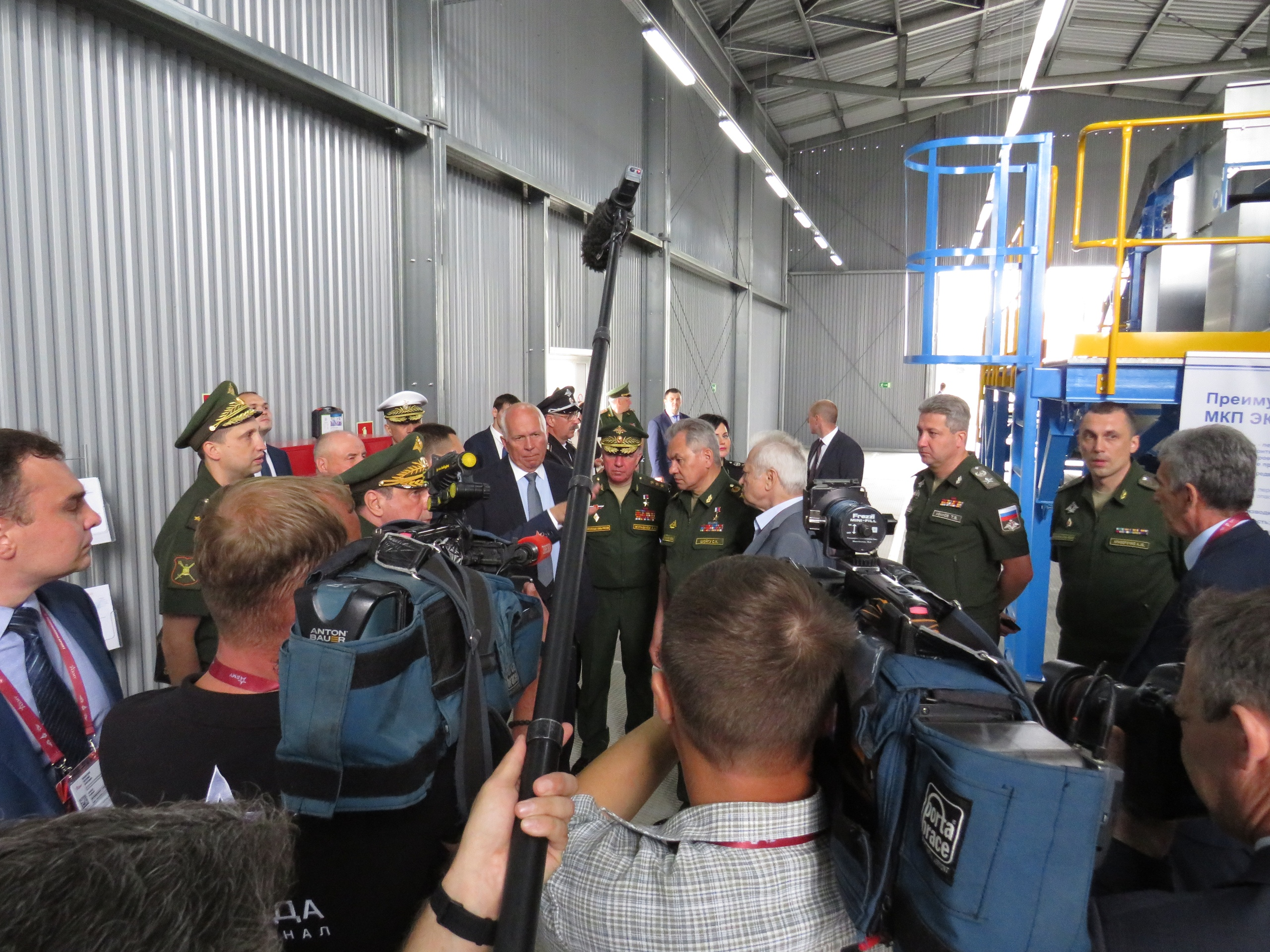
На выставке мобильного комплекса по обработке отходов I—IV класса опасности. Хамзат Идрисович Беков, Сергей Кужугетович Шойгу, Сергей Викторович Чемезов.

Непосредственно под руководством Бекова Хамзата Идрисовича был создан мобильный комплекс по переработке отходов I—IV класса опасности, который впоследствии, получил высокую оценку на проходившем Международном военно-техническом форуме «Армия-2019».
Являлся Членом Попечительского Совета Фонда содействия патриотическому воспитанию граждан «Служу России».
По словам тех, кто был с ним знаком, он никогда не оставался равнодушным к проблемам людей и был настоящим патриотом Ингушетии.
Скончался 2 ноября 2019 года, в возрасте 64 лет.
Был женат, воспитывал пятерых детей.

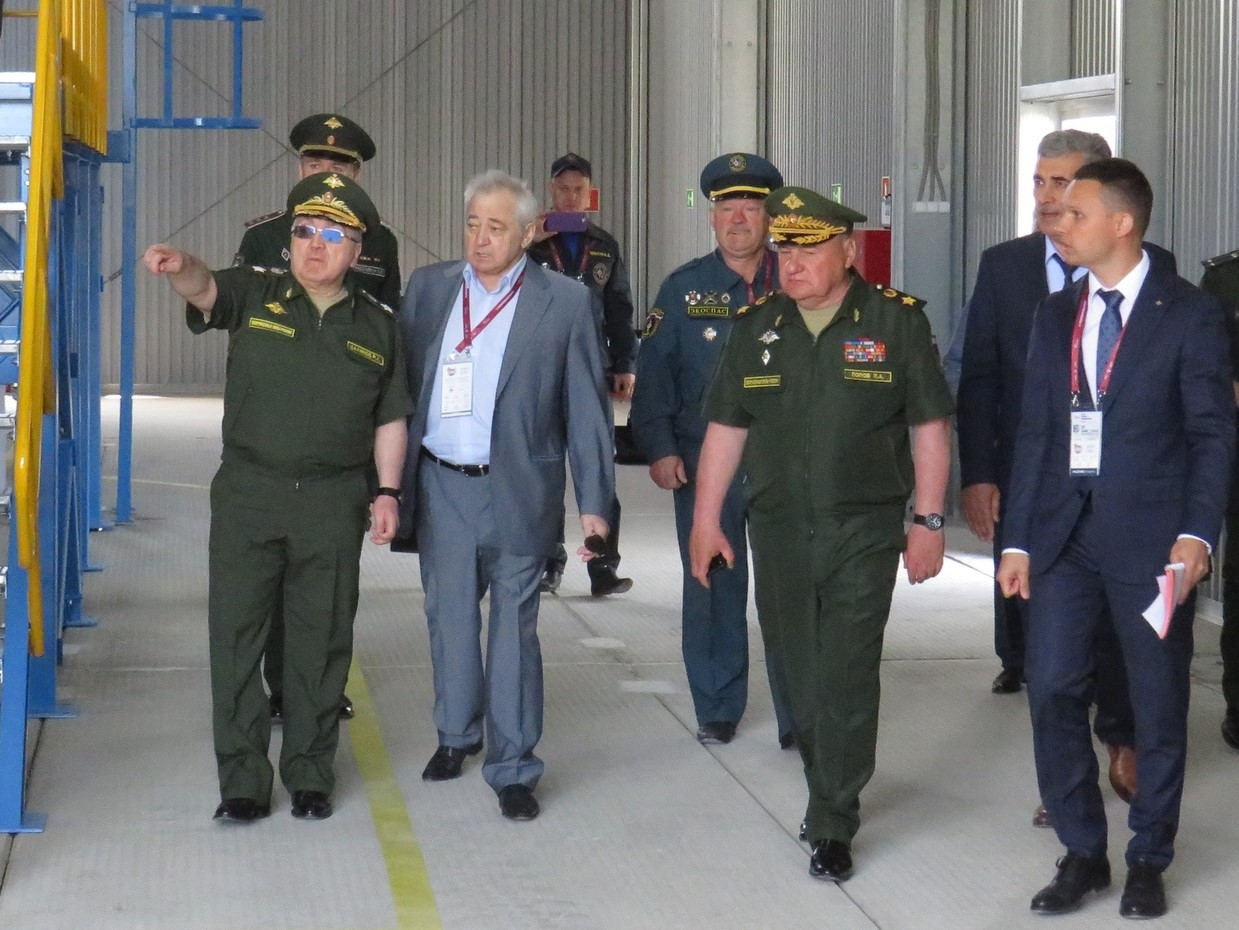
На выставке мобильного комплекса по обработке отходов I—IV класса опасности. Хамзат Идрисович Беков, Руслан Хаджисмелович Цаликов, Павел Анатольевич Попов

## Карьера
09.12.1983-16.05.1989 — занимал руководящие должности в системе райпотребкооперации сунженского района ЧИ АССР
22.06.1989-07.01.1994 — АПО «Сунжа» — директор предприятия
08.01.1994-19.07.1994 — Республиканская дирекция по строительству МЧС — руководитель дирекции
20.07.1994-26.09.1995 — Министр по делам ГОЧС ЛПСБ Республики Ингушетия
11.10.1995-21.01.1997 — Советник Управления аппарата Министра МЧС России
22.01.1997-02.10.1997 — Заместитель начальника Департамента предупреждения и ликвидации ЧС МЧС России
03.10.1997-31.12.2000 — Заместитель руководителя Департамента предупреждения и ликвидации ЧС МЧС России
01.01.2001-31.10.2002 — Начальник Управления федеральной поддержки территорий МЧС России
11.11.2002-31.10.2004 — Руководитель Департамента федеральной поддержки территорий МЧС России
01.11.2004-31.12.2005 — Заместитель директора Департамента территориальной политики МЧС России
01.01.2006-21.10.2013 — Начальник Управления федеральной поддержки территорий МЧС России
16.06.2014-17.12.2015 — ОАО «Оборонсервис» — заместитель Генерального директора
18.12.2015-20.03.2016 — Директор государственного ремонтно-строительного предприятия «Ремстрой»
21.03.2016 — возглавлял до последних дней жизни ФГУП «Оборонпромэкология» МО РФ

## Награды
1. Орден Мужества (Указ президента Российской Федерации от 17 июня 2000 г. № 1127)
2. Орден Дружбы (Указ президента Российской Федерации от 31.05.2010 г.)
3. Медаль ордена «За заслуги перед Отечеством» II степени (Указ президента РФ от 18.03.1996 г.);
4. Благодарность Президента Российской Федерации (Распоряжение Президента РФ от 28.12.2010 г. № 897)
5. Почётная грамота правительства Российской Федерации (Распоряжение Правительства РФ от 06.09.2006 г. № 1685)[10]
6. Орден «За заслуги» (Ингушетия) (Указ президента Республики Ингушетия от 12 января 2005 г. № 13)[11]
7. Медаль «За укрепление боевого содружества» (Минобороны России) (приказ Министра обороны РФ от 7.02.2019 № 70)
8. Медаль «Участнику чрезвычайных гуманитарных операций» (приказ МЧС России от 08.12.1998 № 707)
9. Нагрудный знак МЧС России «Гражданская защита За успехи» (приказ МЧС России от 21.12.1996 № 259-ВК)
10. Медаль МЧС России «XV лет МЧС России» (приказ МЧС России от 07.12.2005 № 521-К)
11. Памятная медаль «75 лет Гражданской обороне» (приказ МЧС России от 25.09.2007 № 306-К)
12. Медаль МЧС России «XX лет МЧС России» (приказ МЧС России от 23.12.2010 г.)
13. Нагрудный знак МЧС России «За заслуги» (приказ МЧС России от 07.12.2006 № 361-К)
14. Медаль «ЗА СОДЕЙСТВИЕ» (приказ Главнокомандующего ВВ МВД России от 27.04.2009 № 145)
15. Медаль «ЗА СОДЕЙСТВИЕ» (приказ Федерального агентства по государственным резервам (РОСРЕЗЕРВ) (от 19.01.2009 № 5-К)
16. Нагрудный знак «За отличие в службе» ВВ МВД России I степени (приказ Главнокомандующего ВВ МВД России от 9.02.2009 № 28)
17. Медаль «За заслуги перед Ставропольским краем» (Постановление Губернатора Ставропольского края от 20 апреля 2004 г. № 191)
18. Медаль «За выдающийся вклад в развитие Кубани» (Постановление Главы администрации Краснодарского края от 8 апреля 2002 г.)
19. Юбилейный знак Республики Саха (Якутия) «375 лет Якутия с Россией» (президентом Республики Саха (Якутия) В. А. Штыровым от 27.09.2007 г.)
20. Юбилейный знак Республики Саха (Якутия) «380 лет Якутия с Россией» (президентом Республики Саха (Якутия) Е. А. Борисов от 27.05.2012 г.)
21. Награжден боевым короткоствольным ручным стрелковым оружием «пистолетом Макарова» (приказ МЧС России от 05.05.2012 № 159-К)
22. Награжден Кортиком «Армейский» с надписью на клинке «от первого заместителя Министра обороны РФ» (08.02.2019 г.)
23. Награжден грамотой Федеральной службы безопасности Российской Федерации (Пограничная служба) (от 13.02.20013 г.)
24. Благодарность «За существенный личный вклад в решение задач, стоящих перед Росрезервом и МЧС России, а также в связи с 80-летием со дня образования системы государственного материального резерва» (приказ Федерального агентства по государственным резервам (РОСРЕЗЕРВ) от 21.09.2011 № 328-К)
25. Юбилейная медаль «40 лет городу Видное» (распоряжение главы Ленинского района от 05.06.2005 г.)
26. Почетная медаль «85 лет ЭПРОН» (в честь 85-летия Экспедиции подводных работ особого назначения приказ Росморречфлот)
27. Нагрудный знак «Знак почета» (от 24.12.2007)
28. Почетный Знак Академии гражданской защиты МЧС России (приказ Начальника АГЗ от 07.02.2006 № 6-К)